# Вазопись

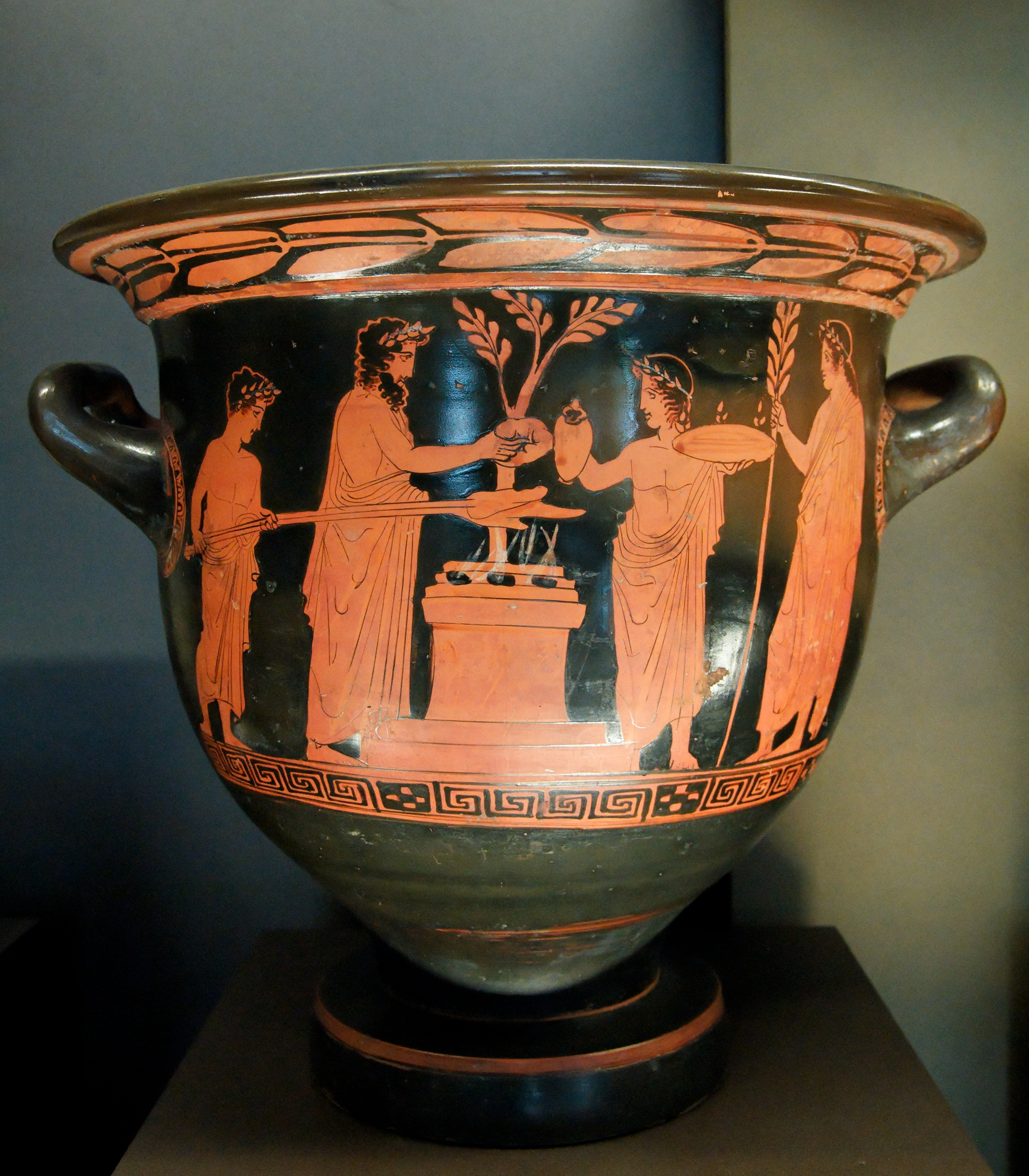
Древнегреческий крате́р с краснофигурной росписью. Аттика. 430—420 гг. до н. э. Лувр, Париж

Вазопись — разновидность декоративного искусства, орнаментальная или изобразительная роспись сосудов различного назначения, форм и материалов. Истоки этого искусства восходят к 4 тыс. до н. э., времени появления гончарного ремесла и изобретения гончарного круга. Расцвет этого искусства связан с культурой античности, поэтому термин «вазопись» чаще используют в узком, конкретно-историческом значении применительно к древнегреческой вазописи.

## Античная вазопись
Сосуды из обожжённой глины, вылепленные вручную — так называемые импасто раннеиталийской керамики, или древнегреческие, формованные на гончарном круге, расписывали жидкой глиной с последующим повторным обжигом. На первых этапах развития этого искусства в жидкую глину добавляли сажу, позднее стали использовать жидко разведённые цветные ангобы. Глина с сажей после обжига давала матово-чёрный блеск, характерный для так называемой чёрнофигурной росписи (VII—VI в. до н. э.), отчего появилось название «чёрный лак», хотя этот термин не соответствует красящему составу. В чёрнофигурной росписи фигуры выглядели чёрными на фоне естественного красно-коричневого цвета глиняного сосуда. Детали фигур процарапывали по «лаку» тонкими линиями. В связи с разнообразием форм античных сосудов (известно более 350 типов) постепенно складывались определённые типы компоновки изображений.
В последовательно сменяющих друг друга «строгом», «свободном» и «живописном» стилях приобреталась всё большая свобода изображения. В так называемой краснофигурной росписи (VI—IV в. до н. э.), фон закрашивали чёрным «лаком», а фигуры выглядели «резервом» красно-оранжевого цвета глины. Анатомические детали и складки одежд античные мастера рисовали чёрной линией разбавленным «лаком» с помощью кисти, но чаще птичьим пером, которое мастер держал особым образом, пропуская рабочий конец между средним и безымянным пальцами, а противоположный — зажимая большим и указательным.
Особое место древнегреческой вазописи в истории искусства определяется многочисленностью сохранившихся до наших дней образцов, мастерством вазописцев, а также тем обстоятельством, что по вазописи можно составить представление о многих утраченных позднее произведениях живописи Древней Греции.
Со временем возникла специализация мастеров, делившихся на гончаров и вазописцев. Некоторые мастера совмещали обе профессии. Видные вазописцы, работавшие в третьей четверти VI в. до н. э. — Лидос, Эксекий, Амасис, Никосфен — оказали значительное влияние на последующую эволюцию аттической вазописи. Немаловажным в истории античной вазописи было появление надписей, иногда являющихся прямой речью изображённых персонажей. Такова, например, «Пелика с ласточкой» из собрания Государственного Эрмитажа.

## Роспись изделий из фаянса, фарфора, металла
В производстве изделий из фаянса и белого фарфора также происходило разделение труда на скульпторов-модельеров и живописцев. Наиболее выдающиеся художники европейских мануфактур становились во главе модельного или живописного цехов.
Роспись фаянсо-фарфоровых изделий осуществляется специальными красками с последующим обжигом. Такая роспись делится на две разновидности: подглазурная и надглазурная.
В традиционной итальянской майолике — изделиях, изготовляемых из белой или серой обожжённой глины с пористым «черепком», в отличие от обычной керамики, покрытых не одним, а двумя слоями глазури: вначале — непрозрачным слоем белой, оловянной, на которую роспись наносили «подглазурно», по белому «сырому» фону ещё до обжига, аналогично фреске в архитектуре, а затем, поверх росписи, изделие покрывали прозрачным слоем блестящей свинцовой глазури, с последующим обжигом около 1000 °С. В надглазурной росписи фаянсовых и фарфоровых изделий живописец работал после «утильного обжига» поверх глазури, а затем, после росписи, изделие обжигали повторно при более низкой температуре (для предотвращения выгорания красок).
Для меццо-майолики (итал. mezzo — средний, полу-), или полуфаянса (название «фаянс» возникло по одному из центров производства — городу Фаэнца, Эмилия-Романья, в Средней Италии), характерен черепок красного цвета, который покрыт слоем белого ангоба. В изделиях меццо-майолики часто применяют декор типа сграффито — процарапывания верхнего, белого слоя глины до красной основы, после чего такое изделие покрывается слоем прозрачной свинцовой глазури и подвергается обжигу при той же температуре.
В изделиях из фарфора с середины XVIII века применяли надглазурную роспись, позволяющую прорабатывать мелкие детали на миниатюрных изделиях (роспись под глазурью слегка расплывается после обжига). Яркая полихромная роспись стала отличительной особенностью классического искусства европейского фарфора периодов рококо и неоклассицизма.
Подглазурную роспись синим кобальтом (краска, которая выдерживает высокие температуры и не выгорает при обжиге) применяли в ранних изделиях китайского фарфора, делфтских фаянсах,  испано-мавританской керамики, подмосковной Гжели, французских фаянсовых изделий из Руана. Роспись металлических сосудов, в том числе ваз, по эмали осуществляли мастера знаменитых лиможских эмалей.